# 조세걸
조세걸(曺世杰, 1635년 ~ 1705년)은 조선시대 후기의 화가이다. 호는 패주(浿州), 수천(須川), 본관은 창녕(昌寧), 평양(平壤) 출신이다. 김명국(金明國)에게 그림을 배웠고 벼슬은 첨절제사(僉節制使)를 지냈다. 집안이 부유하여 중국의 명적(名蹟)을 많이 수집, 소장했고 김명국의 화법을 후세에 전했다. 산수, 인물을 잘 그렸고 그의 단채(丹彩)는 보통 화가의 수묵도말(水墨塗抹)과 다른 독자적인 수법을 보였으며 또 섬세하고 정교한 필치와 선명한 색채로서 명나라 말기나 청나라 초기의 화풍을 보여준다. 화적으로는 <선인위기도(仙人圍棋圖)>가 있다.